# Monoon simiarum
Quần đầu khỉ hay nhọc đen (danh pháp khoa học: Monoon simiarum) là loài thực vật có hoa thuộc họ Na. Loài này được Joseph Dalton Hooker & Thomas Thomson công bố miêu tả khoa học hợp lệ đầu tiên năm 1855 dưới danh pháp Guatteria simiarum, theo mô tả trước đó của Francis Buchanan-Hamilton. Năm 1862, George Bentham & William Jackson Hooker chuyển nó sang chi Polyalthia. Năm 2012, Bine Xue et al. chuyển nó sang chi Monoon.

## Phân loài và thứ
- Polyalthia simiarum subsp. cheliensis (Hu) Bân, 1974
- Polyalthia simiarum subsp. cochinchinensis Bân
- Polyalthia simiarum var. parvifolia King